# Justicia vahlii
Justicia vahlii är en akantusväxtart som beskrevs av Albrecht Wilhelm Roth. Justicia vahlii ingår i släktet Justicia och familjen akantusväxter.

## Underarter
Arten delas in i följande underarter:
- J. v. rupicola
- J. v. scindica